# Pigmeus (mitologia)

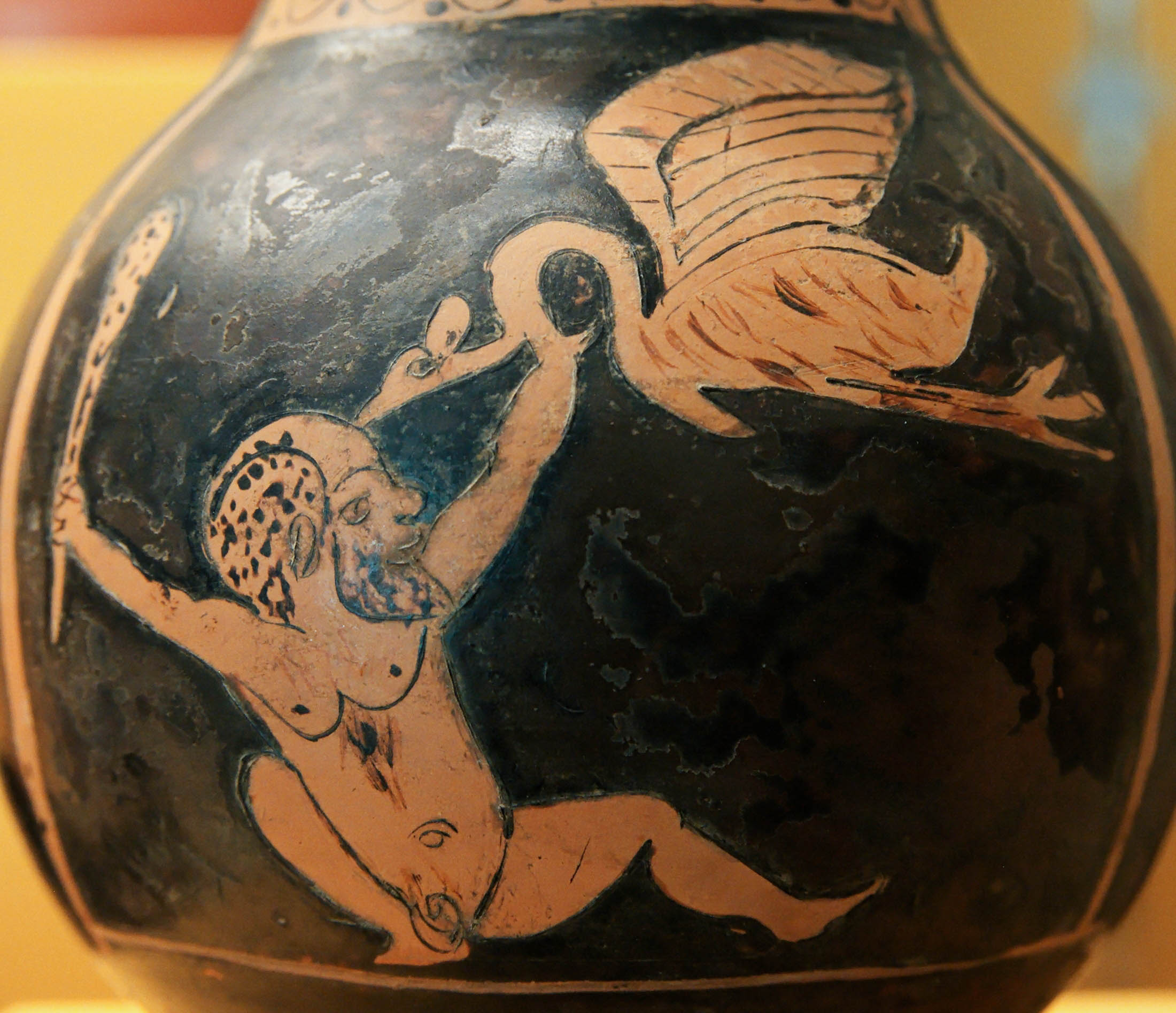
Pigmeu barallant-se amb una grua, Ceràmica àtica de figures vermelles, del 430–420 aC, Museu Arqueològic Nacional d'Espanya

Segons la mitologia grega, els pigmeus (en grec antic: Πυγμαῖοι, Pygmaioi) foren un poble fabulós d'éssers extraordinàriament petits que vivia al sud d'Egipte, tot i que alguns els situen en altres indrets exòtics, com en una regió de l'Índia. El seu nom és derivat de πυγμή, pygmé 'puny', en referència a la seua talla.
La mitologia recorda les seues lluites contra les grues i les cigonyes. L'origen d'aquesta lluita segons diferents mitògrafs, s'explicava amb el fet que entre els pigmeus havia nascut una noia molt bella anomenada Ènoe, que tenia una tendència natural a menysprear els déus. No sentia gens de respecte ni per Àrtemis ni per Hera. Es va casar amb un pigmeu anomenat Nicodamant, que li va donar un fill, Mopsos. Tots els pigmeus van celebrar el naixement i van fer valiosos regals als pares. Però Hera, que odiava a la jove perquè no li rendia culte, la transformà en una cigonya. Ènoe, convertida en ocell, intentava recuperar el seu fill que s'havia quedat entre els pigmeus, i ells, amb les armes a la mà i amb grans crits s'esforçaven a allunyar-la. D'aquí ve l'odi que les cigonyes professen als pigmeus i la por que aquests ocells els inspiraven.
Hi ha també un episodi còmic del cicle d'Hèracles. Efectivament, quan l'heroi hagué abatut el gegant Anteu, a Líbia, els pigmeus el van atacar, però l'heroi aconseguí agafar-los tots amb una sola mà i els portà a Tirint.
El nom ha estat donat a un conjunt de pobles de l'Àfrica central, els pigmeus, que podrien ser l'origen del mite.